# معركة لوس أنجلوس
معركة لوس أنجلوس (بالإنجليزية: Battle of Los Angeles)‏ معروفة أيضًا باسم غارة لوس أنجلوس الجوية العظيمة (بالإنجليزية: The Great Los Angeles Air Raid)‏ هو اسم يُطلق من قبل مصادر معاصرة على هجوم مزعوم أعقبه قصف مكثف للمدفعية المضادة للطائرات، والذي جرى في وقت متأخر من 24 فبراير إلى باكر 25 فبراير سنة 1942 فوق الساحل الغربي في لوس أنجلوس، كاليفورنيا، هذه الواقعة حدثت بعد أقل من ثلاثة أشهر من دخول الولايات المتحدة الحرب العالمية الثانية نتيجة هجوم بحرية الإمبراطورية اليابانية على بيرل هاربر، وبعد يوم واحد من قصف إلوود [الإنجليزية] في 23 فبراير.
في البداية كان يُعتقد أن القصف الجوي هو هجوم من اليابان، ولكن بعد فترة قصيرة وصف الأمين العام للبحرية الأمريكية فرانك نوكس الحادثة في مؤتمر صحفي بأنها «إنذار كاذب»، نشرت الصحف في هذا الوقت عددًا من التقارير والتكهنات بشأن هذا التستر، اقترح اليوفولوجيين أن الأهداف كانت مركبات من خارج الأرض.

## صفارات الإنذار
دوت صفارات الإنذار في جميع أنحاء مقاطعة لوس أنجلوس في ليلة 24-25 فبراير 1942، وصدر أمر بإطفاء الأنوار وتم استدعاء الآلاف من مراقبي الغارات الجوية إلى مواقعهم، في 3:16 صباحًا بدأ لواء مدفعية الساحل الـ37 بإطلاق النيران، ومدافع رشاشة عيار 50 و 12.8 رطل من قذائف المدفعية المضادة للطائرات أُطلقت في الهواء تجاه المركبات المذكورة، وفي النهاية أكثر من 1400 قذيفة كانت قد أُطلقت، وطيارين من 4th Interceptor Command كانوا قد أُبلغوا ولكن طائراتهم بقيت على الأرض، سلاح المدفعية استمر في إطلاق النيران بشكل متقطع حتى 4:14 صباحًا، وعندما بدا أن الأمر انتهى صدرت الأوامر بإلغاء إطفاء الأنوار في 7:21.
تضررت العديد من المباني والسيارات بشظايا القذائف، وقُتل خمسة مدنيين كنتيجة غير مباشرة من نيران المدفعية المضادة للطائرات، ثلاثة قتلوا في حوادث السيارات في الفوضى التي تلت ذلك، تصدرت الحادثة الصفحات الأولى الإخبارية على طول ساحل المحيط الهادئ، وحصلت على تغطية إعلامية ضخمة في جميع أنحاء البلاد، وبلغ عدد من شاهدوا الحادثة نحو مليون شخص.

## استجابة الصحافة
خلال ساعات من انتهاء الغارة الجوية، عقد الأمين العام للبحرية فرانك نوكس مؤتمرًا صحفيًا، قائلاً أن الحادث بأكمله إنذار كاذب بسبب القلق و«أعصاب الحرب»، وقد تلت تعليقات نوكس بيانات من الجيش في اليوم التالي والتي تعكس اعتقاد الجنرال جورج مارشال بأن الحادث قد يكون ناجم عن طائرات تجارية دعائية تُستخدم كحملة حرب نفسية لإحداث الذعر.
بعض وسائل الإعلام المعاصرة تشتبه التستر، مقال افتتاحي في لونج بيتش إندبندنت كتب:«هناك تحفظ غامض في هذه القضية برمتها، ويبدو أن شكلًا من أشكال الرقابة يحاول إيقاف النقاش حول هذه المسألة».

## أجسام طائرة مجهولة
نُشرت صورة في لوس أنجلوس تايمز في 26 فبراير 1942 وقد استشهد بها في الحديث عن نظريات المؤامرة واليوفولوجي كدليل على زيارة من خارج الأرض، وهم يؤكدون أن الصورة تظهر بوضوح الكشافات تركز على سفينة الفضاء الغريبة؛ ومع ذلك فقد تم تعديل الصورة بشكل كبير قبل نشرها، وهي ممارسة روتينية في الفنون التصويرية تهدف إلى تحسين التباين في الصور الأبيض والأسود.

## إحياء ذكرى
كل فبراير يستضيف متحف فورت ماكآرثر الكائن عند مدخل ميناء لوس أنجلوس حدث ترفيهي يسمى«غارة لوس أنجلوس العظيمة في 1942».

## وصلات خارجية
- "The Battle of Los Angeles" at Saturday Night Uforia
- San Francisco virtual museum article
- The Army Air Forces in World War II